# Granite rapakivi

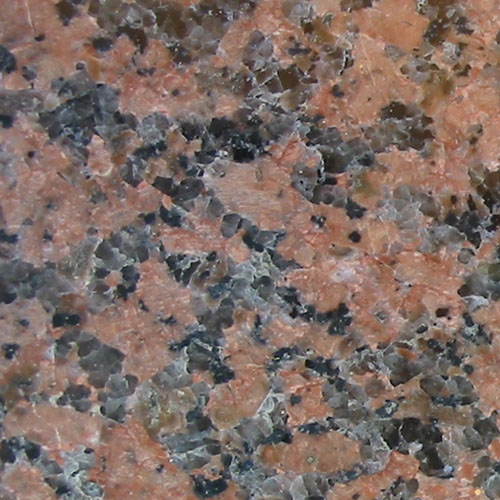
Granite rapakivi

Le granite rapakivi est un type de granite particulièrement sensible à l'érosion. Il est riche en hornblende et biotite et contient de grands cristaux arrondis d'orthose rose enveloppés dans de l'oligoclase gris.
Le mot rapakivi vient du finnois et désigne une roche décomposée ou s'effritant facilement. 